# 中村信彦
中村 信彦（なかむら のぶひこ、1954年12月16日 - ）は、広島県東広島市出身の学生野球指導者。保健体育科教諭。

## 経歴
学生時代は、広島県立尾道商業高等学校、日本体育大学でプレー。
大学卒業後の1978年に母校の尾道商業高校に指導者として着任し、監督在任中には1981年（2回戦）、1982年（ベスト8）、1986年（ベスト8）にそれぞれ選抜大会に出場。監督在任中には、後にプロ入りする山内泰幸らを育てる。
その後は東広島市の広島県立賀茂高等学校でも指導を行ない、海田智行を育てる。
2007年からは、創部間もなく部員も少なかった呉市の呉市立呉高等学校硬式野球部監督に就任。2017年には、創部10年の短期間で第89回選抜高等学校野球大会に出場。2回戦に進出し、大阪府の安田尚憲らを擁する履正社高等学校と接戦を演じる。その後、2019年には、第91回選抜高等学校野球大会に出場。2023年3月末をもって同校の監督を退任。
2023年4月1日付で中国地区大学野球連盟所属の広島文化学園大学硬式野球部監督に就任。